# Barnardova zvezda
Barnardova zvézda [bárnardova ~] je rdeča pritlikavka v ozvezdju Kačenosca, zelo majhne mase, približno 6 svetlobnih let oddaljena od Sonca. Zvezda je znana tudi pod imenom Velox Barnardi (latinsko za »Barnardova hitra«) ali Barnardova ubežnica. Leta 1916 je ameriški astronom Edward Emerson Barnard izmeril njeno lastno gibanje: 10,3 ločnih sekund na leto, ki je največje znano lastno gibanje kakšne zvezde relativno glede na Sonce. Na oddaljenosti približno 1,8 parseka ali malo manj kot 6 svetlobnih let je Barnardova zvezda najbližja zvezda iz ozvezdja Kačenosca, druga najbližja znana zvezda Soncu, in četrta najbližja posamezna zvezda Soncu, za tremi komponentami sistema Alfe Kentavra. Kljub bližini pa ni vidna s prostim očesom.
Barnardovo zvezdo so veliko proučevali in so ji zaradi njene bližine in ugodne lege blizu nebesnega ekvatorja verjetno namenili več pozornosti kot drugim pritlikavkam vrste M. Pri raziskavah so se osredotočili na njene astrofizikalne značilnosti, astrometrijo in možnosti obstoja zunajosončnih planetov. Čeprav je zvezda zelo stara, opazovanja kažejo, da še vedno kaže znake bliščne zvezde.
Barnardova zvezda je bila tudi predmet polemike. Desetletje od zgodnjih 1960-tih so astronomi sprejemali van de Kampovo zmotno trditev o obstoju plinskega velikana (ali velikanov) okrog Barnardove zvezde. Njegove določene trditve so ovrgli in večinoma so masivne planete izključili, čeprav še vedno obstaja možnost da so v sistemu zemeljski planeti. Zvezda je pomembna tudi zaradi raziskav možnosti hitrega potovanja k bližnjemu zvezdnemu sistemu brez posadke.

## Osnovne značilnosti
Barnardova zvezda je rdeča pritlikavka spektralnega razreda M4. Brez daljnogleda je ni moč videti. Njen navidezni sij je 9,57m. Najsvetlejša zvezda na nočnem nebu, Sirij ima navidezni sij -1,5, s prostim očesom še vidna zvezda pa ima 6. Merilo je logaritmično, tako da je 9,57 le približno 1/27 sija najšibkejše zvezde, ki jo še lahko vidimo s prostimi očmi ob ugodnih opazovalnih pogojih.
Njena starost je ocenjena na 7 do 12 milijard let in je tako veliko starejša od Sonca. Morda je celo med najstarejšimi zvezdami v Vesolju. Izgubila je velik delež vrtilne energije in periodične spremembe v njeni svetlobi kažejo, da se zavrti le enkrat v 130. dneh, kar je več kot petkrat počasneje od Sonca, ki se zavrti enkrat v 25. dneh. Zaradi svoje starosti so jo dolgo časa imeli za mirno zvezdo glede na zvezdno aktivnost. Vendar so leta 1998 opazovali močan zvezdni blišč, ki je nakazal njeno naravo bliščnice. Njena oznaka spremenljivke je V2500 Kačenosca.